# Hot Springs National Park
Het Hot Springs National Park is een nationaal park in de Amerikaanse staat Arkansas aan de rand van de stad Hot Springs en de Ouachita Mountains. In het park zijn er verschillende warmwaterbronnen. Van de warmwaterbronnen wordt gezegd dat er een genezende werking van uitgaat en daarom worden ze gebruikt voor therapeutische doeleinden. Alle oude badhuizen zijn opgenomen in het National Register of Historic Places.
Door een besluit van het Amerikaans Congres op 20 april 1832 worden de bronnen beschermd met als doel de lokale bevolking van warm water te voorzien. Het bronwater stroomt van de westelijke helling van Hot Spring Mountain en wordt opgevangen in tanks. Sinds 1921 is het gebied een nationaal park.
In de oerbossen van het park leven onder andere het negenbandgordeldier, de Amerikaanse nerts, de langstaartwezel, de Virginiaanse opossum en de coyote.

## Afbeeldingen

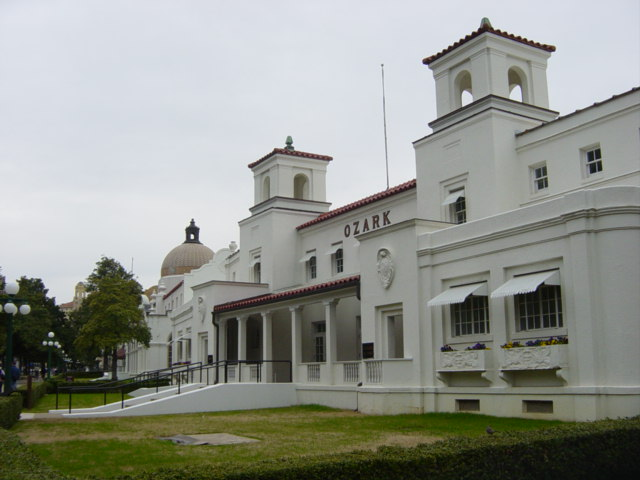
Voormalig badhuis
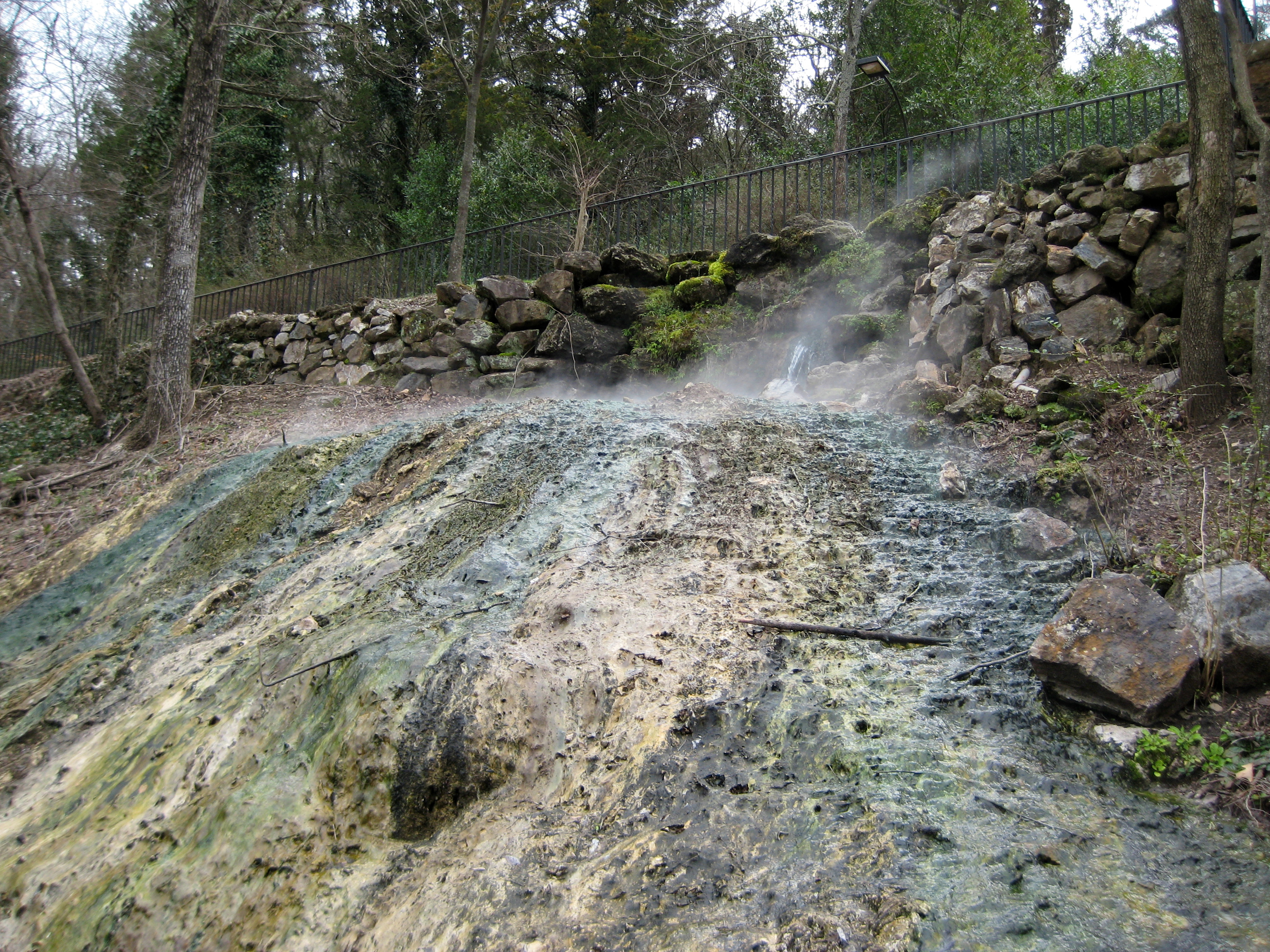
Warmwaterbron